# Ekaterini Voggoliová
Ekaterini Woggoliiová, řecky Αικατερίνη Βόγγολη (* 30. října 1970 Larisa) je bývalá řecká atletka, jejíž specializací byl hod diskem, mistryně Evropy z roku 2002.

## Sportovní kariéra
Jejím největším mezinárodním úspěchem bylo titul mistryně Evropy v hodu diskem z mnichovského šampionátu v roce 2002. O rok později na světovém šampionátu v Paříži získala v soutěži diskařek bronzovou medaili. Na olympiádě v Athénách v roce 2004 skončila v hodu diskem osmá. Její osobní rekord 67,72 metru pochází z roku 2004.